# Aygepar
Aygepar là một đô thị thuộc tỉnh Tavush, Armenia. Dân số ước tính năm 2011 là 627 người.